# Real Orden del Fénix
La Real Orden del Fénix es una orden de caballería del Reino de Tonga. 

## Historia
La orden fue establecida por el rey Jorge Tupou V el 1 de agosto de 2010.

## Clases
La Orden se otorga en una sola clase:  
- Gran Cruz (GCOP)[3]

## Insignia
La cinta es naranja.